# (2580) Smilevskia
(2580) Smilevskia (1977 QP4; 1948 PB; 1951 LX; 1961 TJ1; 1974 SQ4; 1974 TX; 1974 WF1; A903 SD) ist ein ungefähr sieben Kilometer großer Asteroid des inneren Hauptgürtels, der am 18. August 1977 vom russischen (damals: Sowjetunion) Astronomen Nikolai Stepanowitsch Tschernych am Krim-Observatorium (Zweigstelle Nautschnyj) auf der Halbinsel Krim (IAU-Code 095) entdeckt wurde.

## Benennung
(2580) Smilevskia wurde nach Moissei Wassiljewitsch Smilewski, einem Journalisten aus der ukrainischen (damals sowjetischen) Stadt Cherson (nach der der Asteroid (2701) Cherson benannt wurde), benannt.